# Francia ai Giochi della XI Olimpiade
La Francia partecipò ai Giochi della XI Olimpiade, svoltisi a Berlino, Germania, dal 1º al 16 agosto 1936, con una delegazione di 201 atleti impegnati in diciotto discipline.

## Medagliere

### Per discipline
| Sport             | Oro | Argento | Bronzo | Totale |
| ----------------- | --- | ------- | ------ | ------ |
| Ciclismo          | 3   | 2       | 2      | 7      |
| Pugilato          | 2   | 0       | 0      | 2      |
| Lotta libera      | 1   | 0       | 0      | 1      |
| Sollevamento pesi | 1   | 0       | 0      | 1      |
| Scherma           | 0   | 2       | 1      | 3      |
| Canoa/kayak       | 0   | 1       | 0      | 1      |
| Equitazione       | 0   | 1       | 0      | 1      |
| Canottaggio       | 0   | 0       | 2      | 2      |
| Tiro              | 0   | 0       | 1      | 1      |
| Totale            | 7   | 6       | 6      | 19     |

### Medaglie
| Medaglia | Atleta                                                                                     | Sport             | Evento                        |
| -------- | ------------------------------------------------------------------------------------------ | ----------------- | ----------------------------- |
| Oro      | Robert Charpentier                                                                         | Ciclismo          | Corsa in linea                |
| Oro      | Robert Charpentier Guy Lapébie Robert Dorgebray                                            | Ciclismo          | Corsa a squadre               |
| Oro      | Robert Charpentier Jean Goujon Guy Lapébie Roger Le Nizerhy                                | Ciclismo          | Inseguimento a squadre        |
| Oro      | Émile Poilvé                                                                               | Lotta libera      | Pesi medi                     |
| Oro      | Jean Despeaux                                                                              | Pugilato          | Pesi medi                     |
| Oro      | Roger Michelot                                                                             | Pugilato          | Pesi mediomassimi             |
| Oro      | Louis Hostin                                                                               | Sollevamento pesi | Pesi massimi-leggeri          |
| Argento  | Henri Eberhardt                                                                            | Canoa/kayak       | F1 10000 metri                |
| Argento  | Guy Lapébie                                                                                | Ciclismo          | Corsa in linea                |
| Argento  | Pierre Georget                                                                             | Ciclismo          | Chilometro da fermo           |
| Argento  | André Jousseaume Gérard de Balorre Daniel Gillois                                          | Equitazione       | Dressage a squadre            |
| Argento  | Édouard Gardère                                                                            | Scherma           | Fioretto individuale maschile |
| Argento  | André Gardère Édouard Gardère René Lemoine René Bondoux Jacques Coutrot René Bougnol       | Scherma           | Fioretto a squadre maschile   |
| Bronzo   | Georges Tapie Marceau Fourcade Tim. Noël Vandernotte                                       | Canottaggio       | Due con maschile              |
| Bronzo   | Fernand Vandernotte Marcel Vandernotte Jean Cosmat Marcel Chauvigné Tim.Noël Vandernotte   | Canottaggio       | Quattro con maschile          |
| Bronzo   | Louis Chaillot                                                                             | Ciclismo          | Velocità individuale          |
| Bronzo   | Pierre Georget Georges Maton                                                               | Ciclismo          | Tandem                        |
| Bronzo   | Philippe Cattiau Bernard Schmetz Georges Buchard Michel Pécheux Henri Dulieux Paul Wormser | Scherma           | Spada a squadre maschile      |
| Bronzo   | Charles des Jamonières                                                                     | Tiro              | Pistola 50 metri              |

## Risultati

### Pallacanestro
| Atleta | Classifica |
| --- | ---------- |
| V · D · M Nazionale francese - Pallacanestro ai Giochi della XI Olimpiade 3 Boël · 4 Hell · 5 Onimus · 6 Prudhomme · 7 Rudler · 8 Thèze · 9 Caque · 10 Flouret · 11 Étienne · 12 Carrier · 13 Cohu · 14 Couturier · 15 Fontaine · 16 Leclère · All. Teddy Kriegk | 19°        |
| Nazionale francese - Pallacanestro ai Giochi della XI Olimpiade |            |
| 3 Boël · 4 Hell · 5 Onimus · 6 Prudhomme · 7 Rudler · 8 Thèze · 9 Caque · 10 Flouret · 11 Étienne · 12 Carrier · 13 Cohu · 14 Couturier · 15 Fontaine · 16 Leclère · All. Teddy Kriegk                                                                           |            |

### Pallanuoto
| Atleta | Classifica |                    |
| --- | --- | ------------------ |
| V · D · M Nazionale maschile francese di pallanuoto · Giochi olimpici - Berlino 1936 Busch · Delporte · Joder · Lambert · Lefèbvre · Padou · Van de Casteele · Cremers · Cuvilly · Diener · Thibaud · CT : Paul Beulque | 4° |                    |
| Nazionale maschile francese di pallanuoto · Giochi olimpici - Berlino 1936 | |                    |
| Busch · Delporte · Joder · Lambert · Lefèbvre · Padou · Van de Casteele · Cremers · Cuvilly · Diener · Thibaud · CT: Paul Beulque                                                                                       | Busch · Delporte · Joder · Lambert · Lefèbvre · Padou · Van de Casteele · Cremers · Cuvilly · Diener · Thibaud · CT: Paul Beulque | Francia (bandiera) |